# باول فان بيرن
باول فان بيرن (بالإنجليزية: Paul van Buren)‏ هو كاهن أنجليكاني وفيلسوف وكاتب وأستاذ جامعي أمريكي، ولد في 20 أبريل 1924 في نورفك في المملكة المتحدة، وتوفي في 18 يونيو 1998 في Blue Hill, Maine ‏ في الولايات المتحدة.